# 纪念毛主席创建井冈山革命根据地四十周年 (邮票)
《纪念毛主席创建井冈山革命根据地四十周年》是一套未发行的中华人民共和国邮票。

## 简介
1967年，中华人民共和国邮电部准备发行《纪念毛主席创建井冈山革命根据地四十周年》邮票，共计1套4枚，图案分别为“我们伟大的领袖毛主席和他的亲密战友林彪同志”、“星星之火可以燎原”（毛泽东领导井冈山红军的场景）、毛主席语录（“每个共产党员都应懂得这个真理：‘枪杆子里面出政权’。”）和毛主席诗词（《西江月·井冈山》），面值均为8分，邮票下方印有“纪念毛主席创建井冈山革命根据地四十周年”字样、毛体“中国人民邮政”字样和面值。其中，“我们伟大的领袖毛主席和他的亲密战友林彪同志”邮票，因图案背景为蓝天而俗称“大蓝天”。
该套邮票原计划于1967年10月1日发行。1967年8月10日，邮票图稿上报中央文革审批，中央文革宣传组一天后电话通知称，对第一图（即“大蓝天”）没有意见，但对其他三图提出几点修改意见，并表示修改后即可印刷，不必再送阅。邮票第三、四图印出样张后，于9月18日再次送交中央文革审阅；20日中央文革电话通知称，因领导未批准，第三、四图不要再印，如已印好则先不要发行，此套邮票发行停滞。进入1968年，由于题材已经过时，该套邮票最终取消发行。
有说法指该套邮票当时已经印制大约1930万枚，但流入市场极少，其中“大蓝天”仅有约10枚进入市场，故而成为珍邮。2010年1月，在香港的一次拍卖会上，一张仅剩半枚的“大蓝天”拍出219万港元的“天价”。